# Eleição municipal de Barbacena (Minas Gerais) em 2016
A eleição municipal de Barbacena em 2016 foi realizada para eleger um prefeito, um vice-prefeito e 15 vereadores no município de Barbacena, no estado brasileiro de Minas Gerais. Foram eleitos) e  para os cargos de prefeito(a) e vice-prefeito(a), respectivamente. Seguindo a Constituição, os candidatos são eleitos para um mandato de quatro anos a se iniciar em 1º de janeiro de 2017. A decisão para os cargos da administração municipal, segundo o Tribunal Superior Eleitoral, contou com 97 946 eleitores aptos e 18 202 abstenções, de forma que 18.58% do eleitorado não compareceu às urnas naquele turno.

## Antecedentes
Na eleição municipal de 2012, Toninho Andrada, do PSDB, derrotou a candidata do PMDB Danuza Bias Fortes no primeiro turno. No mesmo ano, ele abriu mão da sua carreira no tribunal para concorrer ao cargo de Prefeito de Barbacena sendo eleito com 31.255 votos.
Já chegou a ser o vereador mais votado e o prefeito eleito mais jovem de Barbacena, Deputado Estadual por duas vezes e Conselheiro do Tribunal de Contas de Minas Gerais, onde foi seu Presidente.

## Campanha
Em sua campanha política, Luís Álvaro recebeu fortes questionamentos sobre os graves problemas da desigualdade social, irresponsabilidade ambiental, das várias violências que deveriam melhorar, para ele, o maior problema do município é que a participação popular não é estimulada e ele deseja deixar o povo mais ciente do que acontece no governo. O ponto positivo da sua campanha ou sua maior promessa foi trabalhada através do salário do trabalhador, valorizando o recebimento em dia, independentemente do segmento que seja. " O certo é que quem trabalha tem que receber. Sobre reajustes e aposentados, existem mecanismos legais para tratar destes assuntos e vamos sempre seguir o que determina a lei."

## Resultados

### Eleição municipal de Barbacena em 2016 para Prefeito
A eleição para prefeito contou com 8 candidatos em 2016: Tarcísio Washington de Carvalho do Partido Republicano Brasileiro, Carlos Roberto Batista do Partido dos Trabalhadores, Luis Álvaro Abrantes Campos do Partido Socialista Brasileiro, Aloysio Marinho de Paula do Partido Trabalhista Cristão, Carlos Alberto Sá Grise do Partido Social Cristão, Danuza Bias Fortes Carneiro do Partido Democrático Trabalhista, Ronaldo Braga do Movimento Democrático Brasileiro (1980), Adailton da Silva Marques do Partido Socialismo e Liberdade que obtiveram, respectivamente, 4 671, 13 621, 14 291, 8 805, 6 100, 6 629, 5 800, 3 812 votos. O Tribunal Superior Eleitoral também contabilizou 18.58% de abstenções nesse turno. 
| Candidato(a)                          | Vice                                    | Coligação                                        | Votos recebidos | Percentual |
| ------------------------------------- | --------------------------------------- | ------------------------------------------------ | --------------- | ---------- |
| Luis Álvaro Abrantes Campos (PSB)     | Angela Maria Kilson                     | Força do Povo                                    | 14291           | 22.42%     |
| Carlos Roberto Batista (PT)           | Fernando Antônio Bezerra da Silva Filho | Barbacena Tem Jeito                              | 13621           | 21.37%     |
| Aloysio Marinho de Paula (PTC)        | Rayone dos Santos Heleno                | Inova Barbacena                                  | 8805            | 13.82%     |
| Danuza Bias Fortes Carneiro (PDT)     | Jose Eduardo da Silva                   | Tempo de Trabalho                                | 6629            | 10.4%      |
| Carlos Alberto Sá Grise (PSC)         | Rafael Carvalho Augusto de Andrade      | Mudar para Barbacena Avançar                     | 6100            | 9.57%      |
| Ronaldo Braga (MDB)                   | Maria Heloisa Ferreira Pinto            | Movimento Democrático Brasileiro (sem coligação) | 5800            | 9.1%       |
| Tarcísio Washington de Carvalho (PRB) | Paulo Cézar Barroso de Araújo           | Barbacena Agora é Trabalho                       | 4671            | 7.33%      |
| Adailton da Silva Marques (PSOL)      | Wilson Guilherme de Souza               | Partido Socialismo e Liberdade (sem coligação)   | 3812            | 5.98%      |

### Eleição municipal de Barbacena em 2016 para Vereador
Na decisão para o cargo de vereador na eleição municipal de 2016, foram eleitos 15 vereadores com um total de 68 776 votos válidos. O Tribunal Superior Eleitoral contabilizou 4 078 votos em branco e 6 890 votos nulos. De um total de 97 946 eleitores aptos, 18 202 (18.58%) não compareceram às urnas.
| Nome                                | Partido político                         | Coligação                       | Votos recebidos | Percentual |
| ----------------------------------- | ---------------------------------------- | ------------------------------- | --------------- | ---------- |
| Milton Roman                        | Partido Humanista da Solidariedade (PHS) | Juntos Somos Mais               | 1452            | 2.11%      |
| Vania Maria de Castro               | Movimento Democrático Brasileiro (MDB)   | Mudança de Verdade              | 1418            | 2.06%      |
| Flávio Maluf Caldas                 | Partido Verde (PV)                       | Juntos Somos Mais               | 1356            | 1.97%      |
| Odair José Ferreira                 | Rede Sustentabilidade (REDE)             | Juntos Somos Mais               | 1304            | 1.9%       |
| Ewerton Jose Duarte Horta Junior    | Movimento Democrático Brasileiro (MDB)   | Mudança de Verdade              | 1269            | 1.85%      |
| Amarilio Augusto de Andrade         | Partido Social Cristão (PSC)             | Mudar Para Barbacena Avançar    | 1156            | 1.68%      |
| José Jorge Emidio                   | Partido Democrático Trabalhista (PDT)    | Uma Barbacena Melhor Para Todos | 1152            | 1.68%      |
| Jose Newton de Faria                | Partido Social Liberal (PSL)             | Inova Barbacena                 | 1078            | 1.57%      |
| Ilson Guilherme de Sá               | Partido Republicano Brasileiro (PRB)     | Barbacena Agora é Trabalho      | 1061            | 1.54%      |
| Carlos Augusto Soares do Nascimento | Movimento Democrático Brasileiro (MDB)   | Mudança de Verdade              | 1019            | 1.48%      |
| Edson Rezende Morais                | Partido dos Trabalhadores (PT)           | A Mudança Que Acontece          | 914             | 1.33%      |
| José Antônio Nunes Magri            | Partido Republicano Brasileiro (PRB)     | Barbacena Agora é Trabalho      | 885             | 1.29%      |
| Thiago Campos Martins               | Partido dos Trabalhadores (PT)           | A Mudança Que Acontece          | 819             | 1.19%      |
| Nilton Cézar de Almeida             | Partido Socialista Brasileiro (PSB)      | Barbacena Avança                | 815             | 1.19%      |
| Joanna Bias Fortes Carneiro         | Partido Democrático Trabalhista (PDT)    | Uma Barbacena Melhor Para Todos | 585             | 0.85%      |

## Análise
A disputa foi acirrada entre Luís (PSB) e Kikito (PT), e 670 votos deram a vitória ao candidato Luís Álvaro, apoiado por Toninho Andrada, ex-prefeito do município. Luís teve 14.291 votos, enquanto o candidato Carlos Roberto Kikito, do PT, que já é conhecido pelo povo pelas eleições passadas, recebeu 13.621 votos.  Para um momento pós-impeachment e em que a maioria das cidades não elegeu um prefeito do PT, analistas consideram que o resultado obtido por Kikito pode ser considerado como uma grande vitória política do candidato que por pouco não derrotou a elite dos políticos barbacenenses com propostas de um partido de esquerda numa cidade tida como conservadora.
Os grandes campeões em números desta eleição, com certeza, foi a Abstenção com 18.802 pessoas que não compareceram para votar, 4938 votos brancos e 11.077 votos nulos. No total, 34.817 eleitores não tiverem interesse, não puderam, ou não quiseram votar nas oito chapas apresentadas para o cargo de prefeito.